# ТВ телефонирање
„ТВ телефонирање” је југословенски ТВ филм из 1971 године. 

## Улоге
| Глумац                 | Улога   |
| ---------------------- | ------- |
| Мића Орловић           | Водитељ |
| Миодраг Петровић Чкаља |         |